# Relazioni internazionali dell'Estonia
Le relazioni internazionali dell'Estonia, dal momento in cui ha ristabilito l'indipendenza, sono caratterizzate dal ricercare una stretta cooperazione con tutte le nazioni occidentali, in primis la Finlandia e più in generale con l'intera Scandinavia e gli Stati Uniti d'America.
Per Repubblica dell'Estonia è da intendersi come la continuazione della repubblica esistente tra il 1918 ed il 1940, che divenne indipendente il 24 febbraio 1918, dall'Impero russo.

## L'indipendenza
Con il restauro dell'indipendenza, succeduta alla fine dell'occupazione ed annessione all'Unione Sovietica, anche la Federazione Russa fu tra le prime nazioni a riconoscere il ritorno all'indipendenza dell'Estonia. La prima nazione europea a farlo, in assoluto, fu l'Islanda il 22 agosto 1991, con cui l'Estonia mantiene ottimi rapporti internazionali.
L'immediata priorità dell'Estonia, restaurata l'indipendenza, fu il ritiro delle forze militari russe (ex-sovietiche) che ancora permanevano sul territorio estone. Nell'agosto del 1994 il rientro dei sovietici fu completato e gli estoni poterono veramente considerarsi liberi e sollevati dall'occupazione straniera durata 51 anni. Quello dei Paesi Baltici fu l'unico caso europeo di occupazione militare, ancora esistente alla fine degli anni ottanta, dal dopoguerra.
In ogni caso, nonostante la libertà e l'indipendenza ristabilite, le relazioni con Mosca sono rimaste abbastanza difficoltose, prima di tutto perché la Russia ha deciso di non ratificare il trattato sui confini che aveva regolarmente siglato nel 1999.

## Cooperazioni dopo il restauro dell'indipendenza

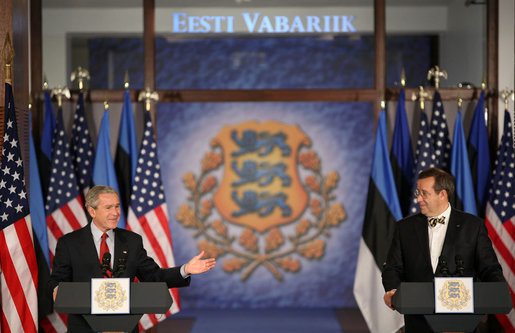
il Presidente Toomas Hendrik Ilves e il Presidente George W. Bush, in Estonia 2006.

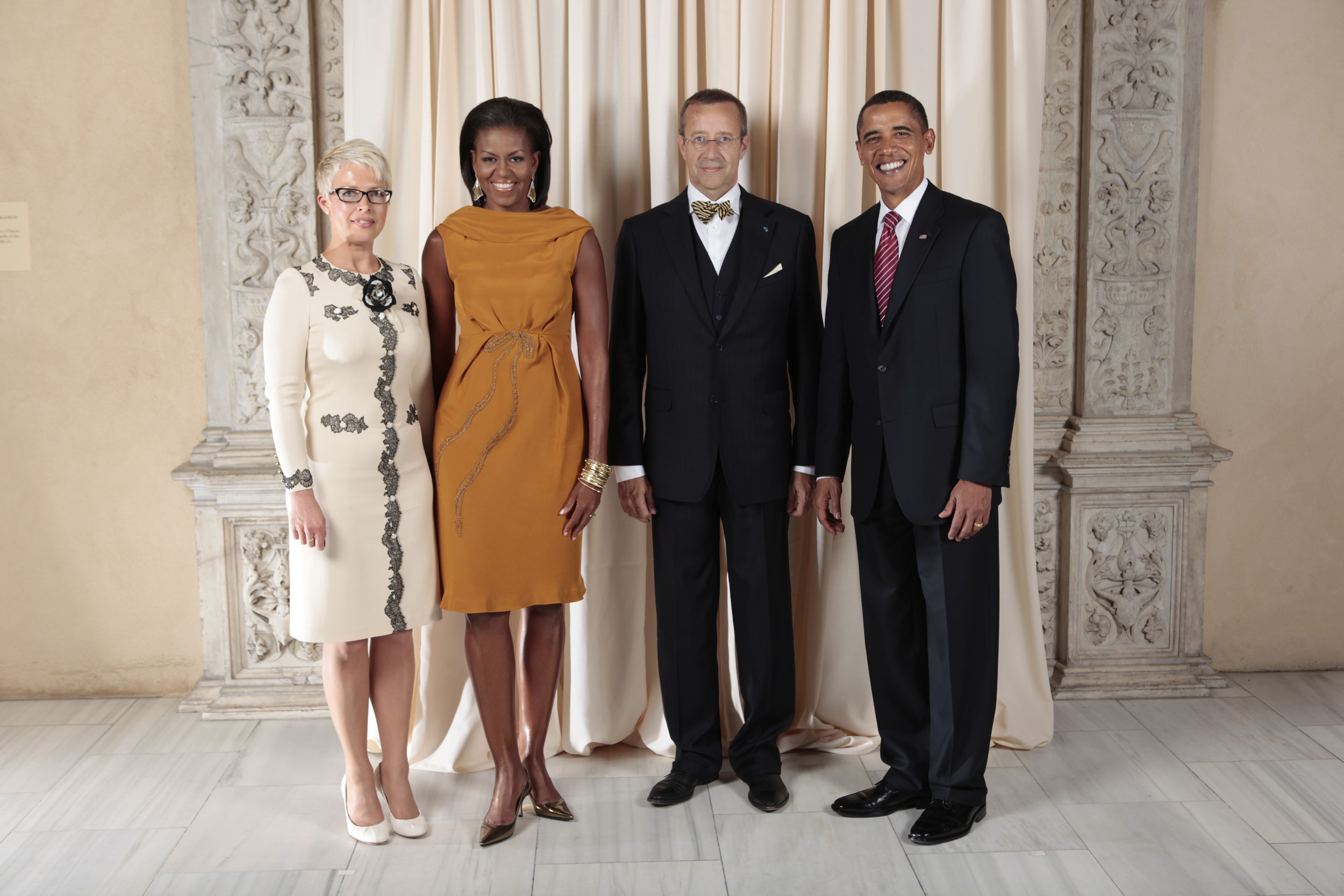
il Presidente Toomas Hendrik Ilves, e la moglie, la First lady Evelin Ilves a New York con Barack Obama la First lady Michelle Obama nel 2009.

Il presidente estone Toomas Hendrik Ilves e il presidente statunitense George W. Bush si sono incontrati in visita ufficiale in Estonia nel 2006. I due obiettivi politici più importanti al riguardo sono stati: l'ammissione alla Nato e quello all'Unione europea nel 2004, raggiunti a marzo e maggio del 2004 rispettivamente.
Il riallineamento dell'Estonia verso l'occidente è stato accompagnato da un generale e netto deterioramento delle relazioni con la Russia; sia per la mancata ratifica, da parte russa, del trattato sui confini già precedentemente siglato; sia per le dimostrazioni e la controversia, scaturita nel 2007, in occasione della riallocazione del Soldato di Bronzo, (simbolo delle passate occupazioni militari straniere), in un sacrario periferico a Tallinn.
L'elemento più fondante delle relazioni estere estoni è sicuramente lo stretto legame e il riorientamento verso i Paesi Nordici, specialmente la Finlandia culturalmente più vicina, e la Svezia.
Fatto questo che ha portato gli estoni a considerarsi molto più un popolo nordico che baltico, anche al riguardo dei loro storici legami con la Danimarca, la Svezia ed in particolare con la Finlandia, con la quale condividono una cultura ugrofinnica ed un quasi mutuabile idioma linguistico.
Nel dicembre 1999 il Ministro degli Affari Esteri (divenuto nel 2006 Presidente dell'Estonia)
Toomas Hendrik Ilves tenne un discorso dal titolo: Estonia come un Paese Nordico all'Istituto Svedese per gli Affari Internazionali. Nel 2003, il Ministero degli Esteri estone ospitò un'esposizione chiamata Estonia: Nordici con un twist. Nel 2005 l'Estonia è entrata a far parte del Battaglione Militare Nordico dell'Unione europea. Da tempo mostra un continuo interesse ed aspira ad entrare a far parte del Consiglio Nordico
Se fino al 1992 il mercato russo obbligatoriamente coinvolgeva il 92% del commercio estero internazionale estone, oggi vi è un'intensa interdipendenza tra l'Estonia e le sue vicine sorelle nordiche. Più di tre quarti degli investimenti estoni sono originati dai paesi nordici (principalmente Finlandia e Svezia) e la Germania, verso i quali l'Estonia invia oltre il 42% delle sue esportazioni (un'enormità specie se comparate con l'8,8% verso la Lettonia, 4,7% verso la Lettonia e solo 6,5% verso la Federazione Russa). Anche il sistema politico, con la sua Flat tax di entrata e il suo modello di stato non-welfare si ispira molto più al sistema degli stati nordici, invece che a quello di molti altri stati europei.
L'Estonia prende parte a 181 organizzazioni internazionali incluso: BRI, CBSS, CE, EAPC, EBRD, ECE, UE (membro dal 1º maggio 2004), FAO, AIEA, BIRS, ICAO, CRMRI, IFC, IFRCS, IHO, ILO, FMI, Organizzazione Marittima Internazionale, Interpol, CIO, IOM (osservatore), ISO (corrispondente), ITU, ITUC, NATO, OPCW, OCSE, PpP, ONU, UNCTAD, UNESCO, UNMIBH, UNMIK, UNTSO, UPU, WCO, WEU (partner associato), WHO, WIPO, WMO, WTO.

## Contrasti internazionali
Le negoziazioni estoni e russe raggiunsero un accordo tecnico sui confini nel dicembre del 1996. Il trattato sui confini avrebbe dovuto entrare in atto nel 1999. Il 18 maggio 2005 il Ministro degli Esteri estone Urmas Paet e il suo collega russo Sergej Lavrov firmarono a Mosca il Trattato tra il Governo della Repubblica d' Estonia ed il Governo della Federazione Russa sul confine estone-russo e il  Trattato tra il Governo della Repubblica d'Estonia e quello della Federazione Russa sulla Delimitazione delle Zone Marittime nel Golfo di Finlandia e nel Golfo di Narva. Il Riigikogu (il Parlamento estone) ratificò entrambi i trattati il 20 giugno 2005 e il Presidente dell' Estonia Arnold Rüütel li rese pubblici alla popolazione il 22 giugno 2005.
Inaspettatamente il 31 agosto 2005 il Presidente russo Vladimir Putin diede un formale ordine scritto al Ministro degli affari esteri russo di notificare al collega estone la volontà di non partecipare più ai trattati di confine tra la Federazione Russa e la Repubblica d' Estonia. Il 6 settembre 2005 il Ministro degli esteri russo consegnò un dispaccio all'Estonia, nel quale si affermava che la Russia non intendeva più né procedere né prendere parte all'accordo sui confini tra l'Estonia e la Russia asserendo di non considerarsi più parte dello stesso per via delle circostanze relativa all'oggetto ed ai propositi dell'oggetto espresso nei trattati.

## Relazioni diplomatiche
L'Estonia stabilì relazioni diplomatiche con il Kazakistan a partire dal 27 maggio 1992. L'Estonia è rappresentata in Kazakistan attraverso la sua ambasciata a Mosca. Mentre il Kazakistan è rappresentato in Estonia con la sua ambasciata a Vilnius, in Lituania.
L'Uruguay fu una delle nazioni che si rifiutò di riconoscere l'occupazione militare sovietica nelle repubbliche baltiche e riconobbe per la seconda volta l'indipendenza dell'Estonia il 28 agosto 1991. Estonia ed Uruguay ripresero le loro relazioni diplomatiche il 30 settembre 1992. L'Uruguay è rappresentato in Estonia attraverso la sua ambasciata presente a Stoccolma, in Svezia e un consolato onorario a Tallinn. L'Estonia è rappresentata in Uruguay con un consolato onorario a Montevideo.
Inaugurando una stagione di cooperazione diplomatica con la Lettonia, l'Estonia ha aperto un'ambasciata al Cairo in Egitto, nella primavera del 2010 così come deciso e stabilito con un accordo firmato dal Segretario del Ministro degli esteri estone, Marten Kokk e l'ambasciatore della Repubblica della Lettonia, Kārlis Eihenbaums, il 5 gennaio 2010.
Alla data del febbraio 2012, l'Estonia non ha ancora stabilito relazioni diplomatiche con tre nazioni: Corea del Nord, Sudan e Birmania. Il Ministro degli Esteri estone, Urman Paet ha indicato che a seguito delle riforme politiche nello Stato della Birmania avvenute nel 2011 e 2012, l'Estonia sta riconsiderando l'opportunità di stabilire, con il governo di questo Stato asiatico, le formali relazioni diplomatiche

## Relazioni con i vari paesi
| Nazione            | Inizio Relazioni formali | Notizie Utili |  |
| ------------------ | ------------------------ | --- |  |
| Armenia            | 23 agosto 1992           | - L'Armenia è rappresentata in Estonia tramite la sua ambasciata a Varsavia (Polonia) e un consolato onorario a Tallinn. - L'Estonia è rappresentata in Armenia tramite la sua ambasciata ad Atene (Grecia) e con un consolato onorario a Erevan. - Sono presenti circa 2.000 discendenti armeni che vivono in Estonia. - Ministero estone degli Affari Esteri - Relazioni con l'Armenia, su vm.ee. URL consultato il 3 giugno 2012 (archiviato dall'url originale il 12 ottobre 2007). |  |
| Australia          | 27 agosto 1991           | - L'Australia riconobbe l'Estonia il 22 settembre 1921. - Entrambe le nazioni ristabilirono relazioni diplomatiche dal 21 novembre 1991. - L'Australia è rappresentata in Estonia attraverso la sua ambasciata a Stoccolma (Svezia), e con un consolato onorario a Tallinn. - Estonia è rappresentata in Australia attraverso la sua ambasciata a Tokyo (Giappone) e con tre consolati onorari (a Claremont, Hobart, e due a Sydney). - l'Australia ospita una delle più grandi comunità di estoni all'estero, con 8.232 persone censite come estoni nel 2006 dal Censimento australiano. |  |
| Austria            | 28 agosto 1991           | - L'Austria riconobbe l'Estonia il 26 giugno 1921. - Ristabilirono relazioni diplomatiche a partire dall'8 gennaio 1992. - L'Austria ha un'ambasciata a Tallinn. - L'Estonia ha un'ambasciata a Vienna e un consolato onorario a Salisburgo. - (de) Ministero austriaco per gli Affari Esteri: lista dei trattati bilaterali con l'Estonia (in tedesco solamente), su bmeia.gv.at. URL consultato il 3 giugno 2012 (archiviato dall'url originale il 15 dicembre 2012). - Ministero estone degli Affari Esteri - Relazioni con l'Austria, su vm.ee. URL consultato il 3 giugno 2012 (archiviato dall'url originale il 18 luglio 2007). |  |
| Azerbaigian        | 20 aprile 1992           | |  |
| Bielorussia        | 6 aprile 1992            | - La Bielorussia ha un consolato generale a Tallinn. - l'Estonia aprì il suo Consolato generale a Minsk il 21 luglio 1995. |  |
| Belgio             |                          | |  |
| Bulgaria           | 10 settembre 1991        | - La Bulgaria riconobbe l'Estonia il 20 maggio, 1921 e la riconobbe nuovamente i 26 agosto 1991. - La Bulgaria è rappresentata in Estonia attraverso un Consolato onorario a Tallinn. - L'Estonia ha un'ambasciata ed un Consolato onorario a Sofia. |  |
| Canada             | 1922 26 agosto 1991      | - Il Canada riconobbe l'Estonia nel 1922 e la riconobbe nuovamente il 26 agosto 1991. - Il Canada è rappresentato in Estonia attraverso la sua ambasciata di Riga (Lettonia) ed un consolato onorario nella capitale estone, Tallinn. - L'Estonia ha un'ambasciata ad Ottawa e quattro consolari onorari nelle principali città canadesi: (a Montréal, Vancouver, e due a Toronto). - In Canada vivono oggi circa 22.000 canadesi di origine e discendenza estone, qui rifugiatisi dopo l'occupazione sovietica dell'Estonia. - Ministero canadese degli Esteri e Commercio estero - Relazioni con l'Estonia, su geo.international.gc.ca. URL consultato il 1º ottobre 2012 (archiviato dall'url originale il 25 gennaio 2009). - Ministero estone degli Affari Esteri - Relazioni con il Canada, su vm.ee. URL consultato il 1º ottobre 2012 (archiviato dall'url originale il 18 luglio 2007). |  |
| Cile               | 27 settembre 1991        | - Il Cile riconobbe nuovamente l'Estonia il 28 agosto 1991 e le relazioni diplomatiche tra i due paesi si ristabilirono dal 27 settembre 1991. Il Cile è rappresentato in Estonia attraverso l'ambasciata cilena ad Helsinki (Finlandia) e per mezzo di un consolato onorario a Tallinn. L'Estonia è rappresentata in Cile attraverso un consolato onorario a Santiago. L'attuale ambasciatore cileno, Carlos Parra Merino, ha ufficialmente presentato le sue credenziali al Presidente dell'Estonia Toomas Hendrik Ilves a giugno del 2007 Carlos Parra Merino risiede a Helsinki. - Un accordo sulla liberalizzazione del visto per i viaggi tra Estonia e Cile on visa-free travel divenne operante dal 2 dicembre 2000. Le due nazioni hanno anche in applicazione un Memorandum di cooperazione tra i Ministri degli Affari Esteri. Altri accordi sulla cooperazione culturale, turistica e IT sono stati abrogati. - Il Cile è tra i più importanti partner del commercio estero in Sud America. - Nel 2007, il commercio tra Estonia e Cile fu valutato attorno ai 6,3 milioni di EUR. Le esportazioni estoni includono principalmente macchinari, componenti meccaniche e minerali petroliferi; le esportazioni cilene includono soprattutto vino, pesce, crostacei e frutta. Nel 2004, 83% delle esportazioni cilene verso l'Estonia, che totalizzavano in 2,4 milioni di EUR, consistevano in vino. Nel 2008, il vino cileno ha coperto la più alta percentuale di importazioni di vino dell'Estonia, seguito dal vino della Spagna A causa del suo clima sfavorevole per la produzione di uva su larga scala, molto del vino venduto in Estonia è importato. - Nel 2006, l'Estonia e il Cile stamparono insieme una serie di francobolli sul tema dell'Antartico, su disegno di Ülle Marks e Jüri Kass, con immagini del pinguino imperatore e della balena. In ambito culturale, da rilevare che le opere degli scrittori cileni Isabel Allende, Pablo Neruda e José Donoso sono state tradotte in estone. |  |
| Croazia            | 2 marzo 1992             | - L'Estonia ha un'ambasciata a Budapest, in Ungheria, che serve per rappresentare il paese estone in Croazia. - La Croazia ha un'ambasciata a Helsinki, in Finlandia, che serve per rappresentare il paese croato in Estonia. - Nel 2000 i due paesi mutualmente eliminarono i visti di entrata e di uscita per i cittadini che viaggiano tra i due paesi. Nel settembre del 2008, il primo ministro dell'Estonia Andrus Ansip ha effettuato una visita di stato nel paese croato per sostenere la volontà della Croazia nel suo cammino verso la Nato e verso l'Unione europea. - Ministero croato degli Affari Esteri e della Integrazione Europea: elenco dei trattati bilaterali con l'Estonia, su mvpei.hr. URL consultato il 3 giugno 2012 (archiviato dall'url originale il 7 gennaio 2013). - Ministero estone degli Affari Esteri - Relazioni con la Croazia, su vm.ee. URL consultato il 3 giugno 2012 (archiviato dall'url originale il 18 luglio 2007). |  |
| Cina               |                          | |  |
| Cipro              |                          | |  |
| Rep. Ceca          |                          | |  |
| Corea del Sud      | 17 settembre 1991        | - La Corea del Sud riconobbe l'Estonia il 6 settembre 1991. - L'Estonia ha un consolato onorario a Seul. - La Corea del Sud è rappresentata in Estonia dalla sua ambasciata a Helsinki e attraverso un consolato onorario a Tallinn. - Nel 2006, la Corea venne classificata dall'Estonia come il 35° partner per le esportazioni e 29° per le importazioni. Le esportazioni estoni verso la Corea consistono principalmente in macchinari e applicazioni meccaniche e articoli in legno. Le principali importazioni dalla Corea verso l'Estonia sono veicoli per il trasporto e invenzioni meccaniche. Il valore totale delle esportazioni in Corea nel 2006 erano 19,2 milioni di euro, mentre le importazioni dalla Corea totalizzavano 34,6 milioni di euro. - Ministero sudcoreano per gli Affari e Commercio Estero - Relazioni con l'Estonia, su mofat.go.kr. URL consultato il 3 giugno 2012 (archiviato dall'url originale il 24 maggio 2008). |  |
| Danimarca          |                          | |  |
| Egitto             | 2 gennaio 1992           | - L'Egitto ha riconosciuto nuovamente l'Estonia il 6 settembre 1991. - L'Egitto è rappresentato in Estonia con l'ambasciata ad Helsinki (Finlandia). - L'Estonia è rappresentata in Egitto attraverso un ambasciatore non residente accreditato a Tallinn (presso il Ministero degli Esteri). - Gli interessi estoni in Egitto sono rappresentati dall'ambasciata di Svezia al Cairo. - Entrambe le nazioni sono membri dell'Unione del Mediterraneo. - Gennaio 2005 – il Ministro degli Affari Esteri estone, Kristiina Ojuland, visitò l'Egitto - Novembre 2005 – il Primo ministro dell'Estonia Andrus Ansip a Barcellona alla riunione dei paesi Euro Mediterranei incontrò il Primo Ministro dell'Egitto Ahmed Nazif. - Dicembre 2007 – il Primo ministro dell'Estonia Andrus Ansip incontrò il Primo Ministro egiziano Ahmed Nazif nelle riunioni ai lavori per l'incontro tra i paesi dell'UE e quelli dell'Africa mediterranea a Lisbona. - Ministero estone degli Affari Esteri - Relazioni con l'Egitto, su mfa.ee. URL consultato il 3 giugno 2012 (archiviato dall'url originale il 3 agosto 2007). - Missione Speciale della Repubblica d'Estonia alla Repubblica Araba d'Egitto, su kairo.vm.ee. |  |
| Finlandia          | 29 agosto 1991           | - La Finlandia ha un'ambasciata a Tallinn e un consolato onorario a Tartu. - L'Estonia ha un'ambasciata a Helsinki e sei consolati onorari a Kotka, Mariehamn, Oulu, Tampere, Turku e Vaasa. - Entrambe le nazioni sono pienamente membri del Consiglio del mar Baltico e dell'Unione europea. - I legami tra le due nazioni sono molto stretti in considerazione del fatto che la Finlandia è stata la prima nazione occidentale ad investire suoi capitali nella nazione estone, seguita dal resto della Scandinavia. Con i finlandesi, gli estoni condividono una simile cultura, lingua e costumi. |  |
| Francia            | 30 agosto 1991           | - La Francia riconobbe l'Estonia il 26 gennaio 1921. La Repubblica francese non riconobbe mai l'occupazione sovietica dell'Estonia e riprese i contatti internazionali solo con lo Stato estone libero, il 25 agosto 1991. - L'Estonia ha un'ambasciata generale a Parigi e quattro consolati onorari (a Lilla, Lione, Nancy e Tolosa). - La Francia ha un'ambasciata a Tallinn. - Entrambe le nazioni sono membri a pieno titolo della NATO e dell'Unione europea. - Ministero estone degli Affari Esteri - Relazioni con la Francia, su vm.ee. URL consultato il 3 giugno 2012 (archiviato dall'url originale il 18 luglio 2007). - Ministère francais des Affairs Etrangers - Liasons avec l'Estonie, su diplomatie.gouv.fr. |  |
| Georgia            | 17 giugno 1992           | - La Georgia riconobbe la Repubblica restaurata d'Estonia il 27 agosto 1991. - A partire dal luglio 2006, l'Estonia ha un'ambasciata a Tbilisi. - A partire dal giugno 2007, la Georgia ha un'ambasciata a Tallinn. - Ministero estone degli Affari Esteri - Relazioni con la Georgia, su vm.ee. URL consultato il 3 giugno 2012 (archiviato dall'url originale il 18 luglio 2007). - Ministero georgiano degli Affari Esteri - Relazioni con l'Estonia, su mfa.gov.ge (archiviato dall'url originale il 3 settembre 2008). |  |
| Germania           | 28 agosto 1991           | - La Germania riconobbe l'indipendenza dell'Estonia de jure il 9 luglio 1921. Le relazioni diplomatiche tra le due nazioni, culturalmente e storicamente legate, furono restaurate il 28 agosto 1991. A seguito di questo evento furono riaperte le rispettive ambasciate a Bonn e Tallinn. Nel febbraio del 1999 la Germania aprì una nuova ambasciata a Tallinn. L'ambasciata storica a Berlino riaprì i battenti con una solenne e significativa cerimonia, in cui erano presenti le più alte cariche dello Stato estone tra cui Lennart Meri e di quello tedesco. Si svolse il 27 settembre 2001. - Entrambe le nazioni sono membri a pieno titolo della Unione europea, della Nato, dell'Area Euro e del Consiglio del mar Baltico - La Germania è uno dei maggiori partner commerciali dell'Estonia. Le ottime relazioni con la Germania, sia in campo economico che quello culturale sono state da sempre una priorità per la politica estera estone. Durante gli ultimi anni numerosi contatti ad alto livello sono diventati più stretti e significativi. - L'entrata dell'Estonia nell'Unione europea e nell'area dell'Euro ha contribuito enormemente a rendere più saldi e stretti i loro rapporti. La Germania ha da sempre sostenuto le aspirazioni dell'Estonia, e degli altri stati baltici, di tornare ad essere parte integrante dell'Europa. - Oltre alle citate ambasciate a Berlino e Tallinn in Germania sono presenti 5 consolati onorari estoni: a Monaco, Amburgo, Kiel, Düsseldorf e Stoccarda - Ministero estone degli Affari Esteri - Relazioni con la Germania, su vm.ee. URL consultato il 3 giugno 2012 (archiviato dall'url originale il 18 luglio 2007). |  |
| Giappone           | 10 ottobre 1991          | - L'ambasciata estone a Tokyo venne costruita nel 1996. - L'ambasciata giapponese a Tallinn nel 1993. - Il Giappone ha finanziato numerosi piccoli progetti in Estonia in relazione alla cultura e all'educazione. Tallinn è meta di numerosi turisti giapponesi per le sue testimonianze storiche. - Ministero estone degli Affari Esteri - Relazioni con il Giappone, su vm.ee. URL consultato il 3 giugno 2012 (archiviato dall'url originale il 19 settembre 2007). - Ministero giapponese degli Affari Esteri - Relazioni con l'Estonia, su mofa.go.jp. |  |
| Grecia             | 2 ottobre 1991           | - La Grecia riconobbe l'Estonia il 19 maggio 1922. La Grecia non riconobbe mai l'annessione e l'occupazione sovietica dell'Estonia. Ristabilì le relazioni solo con l'Estonia libera il 2 ottobre 1991 - In aprile 1997, l'Estonia ha stabilito un'ambasciata ad Atene. - L'ambasciata greca riaprì i battenti a Tallinn nel gennaio 2005. - Entrambe le nazioni sono pienamente membri della NATO e dell'Unione europea. - Ministero estone degli Affari Esteri - Relazioni con la Grecia, su vm.ee. URL consultato il 3 giugno 2012 (archiviato dall'url originale il 12 ottobre 2007). - Ministero greco degli Affari Esteri - Relazioni con l'Estonia, su mfa.gr. URL consultato il 3 giugno 2012 (archiviato dall'url originale il 14 luglio 2006). |  |
| Islanda            | 26 agosto 1991           | - L'Islanda fu la prima nazione a riconoscere restaurata l'indipendenza dell'Estonia il 22 agosto del 1991. - Secondo le parole di Lennart Meri "L'Islanda ebbe un gran ruolo nel cambiamento degli equilibri mondiali, come un rompighiaccio. L'Islanda ricordò al mondo intero i valori perduti della libertà degli stati baltici dall'occupazione militare sovietica". - L'Estonia è rappresentata in Islanda attraverso la sua ambasciata a Oslo (Norvegia) e un consolato onorario a Reykjavík. - L'Islanda è rappresentata in Estonia attraverso la sua ambasciata ad Helsinki (Finlandia). - Entrambe le nazioni sono parte a pieno titolo della NATO, del Consiglio d'Europa e del Consiglio del mar Baltico. - Ministero estone degli Affari Esteri - Relazioni con l'Islanda, su mfa.ee. URL consultato il 3 giugno 2012 (archiviato dall'url originale il 3 agosto 2007). |  |
| India              | 2 dicembre 1991          | - L'India riconobbe nuovamente l'Estonia il 9 settembre 1991. - L'Estonia è rappresentata in India da due consolati onorari (a Mumbai e Nuova Delhi). - L'India è rappresentata in Estonia attraverso l'ambasciata di Helsinki (Finlandia) e attraverso un consolato onorario a Tallinn. |  |
| Irlanda            | 10 settembre 1991        | - L'Irlanda riconobbe l'Estonia il 27 agosto 1991. - L'Estonia ha un'ambasciata a Dublino. - L'Irlanda ha un'ambasciata a Tallinn. - Entrambe le nazioni fanno parte a pieno titolo dell'Unione europea. - Ci sono circa 2.400 estoni che vivono in Irlanda. - Ministero estone degli Affari Esteri - Relazioni con l'Irlanda, su mfa.ee. URL consultato il 3 giugno 2012 (archiviato dall'url originale il 3 agosto 2007). |  |
| Israele            | 9 gennaio 1992           | - Lo Stato di Israele riconobbe l'Estonia il 4 settembre 1991. - L'Estonia è rappresentata in Israele da un ambasciatore non residente a Tallinn (al Ministero degli Affari Esteri). - Lo Stato di Israele è rappresentato in Estonia attraverso l'ambasciata a Helsinki (Finlandia). - Ministero estone per gli Affari Esteri - Relazioni con Israele, su mfa.ee. URL consultato il 3 giugno 2012 (archiviato dall'url originale il 3 agosto 2007). |  |
| Italia             | 31 agosto 1991           | - L'Italia riconobbe Estonia il 26 gennaio 1921 . L'Italia riconobbe nuovamente l'Estonia il 27 agosto 1991. - L'Estonia ha un'ambasciata a Roma e sei consolati onorari nelle principali città italiane (a Cagliari, Firenze, Genova, Milano, Napoli e Torino). - L'Italia ha un'ambasciata a Tallinn. - Entrambi i paesi fanno parte della NATO e dell'Unione europea. - Prima della seconda guerra mondiale, un Istituto di Cultura Italiano era presente a Tallinn. Il giornalista storico Indro Montanelli era il Presidente. Con l'occupazione sovietica dell'Estonia l'Istituto Italiano venne chiuso, abolito e soppresso dai russi. - Ministro estone degli Affari Esteri estone - Relazioni con l'Italia, su mfa.ee. URL consultato il 3 giugno 2012 (archiviato dall'url originale il 3 agosto 2007). |  |
| Kosovo             | 24 aprile 2008           | - L'Estonia riconobbe internazionalmente il Kosovo il 21 febbraio 2008. - Le relazioni sono iniziate il 24 aprile 2008. Il Kosovo è sotto la protezione dell'Onu |  |
| Lettonia           | 3 gennaio 1992           | Vedi anche: Relazioni bilaterali tra Estonia e Lettonia * L'Estonia ha un'ambasciata a Riga. - La Lettonia ha un'ambasciata a Tallinn. - I due stati sono confinanti e condividono 343 km di linea di confine. - Godono di ottime e antiche relazioni. Hanno condiviso un medesimo destino storico e di vicinanza durante il periodo di occupazione sovietica. |  |
| Lituania           | 16 giugno 1991           | Vedi anche: Relazioni bilaterali tra Estonia e Lettonia * L'Estonia ha un'ambasciata a Vilnius. - La Lituania ha un'ambasciata a Tallinn. - L'Ambasciatore estone in Lituania è Andres Tropp. - Entrambi i paesi sono situati nella Regione Baltica e sono membri a pieno titolo della NATO, dell'Unione europea e del Consiglio del mar Baltico |  |
| Lussemburgo        | 29 agosto 1991           | - Il Lussemburgo riconobbe l'Estonia il 22 febbraio 1923 e nuovamente il 27 agosto 1991. Relazioni diplomatiche tra i due stati furono ristabilite il 29 agosto 1991. l'Estonia è rappresentata nel Lussemburgo attraverso la sua ambasciata a Bruxelles in (Belgio) e un consolato onorario a Lussemburgo. Il Lussemburgo è rappresentato in Estonia attraverso la sua ambasciata a Praga (Repubblica Ceca). Al 31 dicembre 2007 gli investimenti esteri fatti in Estonia originavano dal Lussemburgo, totalizzando 225 milioni di euro e contando per circa il 2% del volume totale degli investimenti diretti esteri. Il Lussemburgo è al 10 posto nella classifica generale del commercio coi paesi esteri. Gli investimenti dal Lussemburgo riguardano principalmente le attività immobiliari e le attività finanziarie (46%), commercio all'ingrosso e al dettaglio (34%) e intermediazione finanziaria (15%). Il resto è costituito dal settore dei trasporti, delle comunicazioni e quello manifatturiero. Alla stessa data gli investimenti estoni diretti in Lussemburgo totalizzarono un milione e cento euro, ed erano principalmente costituiti dai settori finanziari ed immobiliari. Ci sono circa 300 estoni che vivono in Lussemburgo. - Accordo commerciale tra Estonia - Belgio e Lussemburgo del (1935) - Accordo sui trasporti commerciali tra Estonia, Lettonia, Lituania, Belgio, Lussemburgo e Paesi Bassi (entrato in vigore il 1.12.94) - Accordo tra Estonia e l'Unione Belga-Lussemburghese sulla Reciproca Cooperazione e Protezione degli Investimenti (entrato in vigore il 23.09.99) - Accordo tra Estonia e gli Stati del Benelux sulla Riammissione delle Persone (entrato in vigore dal 1.02.05) - Accordo sull'Elusione della Doppia Tassazione e Prevenzione della Evasione della Tassa sull'entrata di capitali. (firmato il 23.05.2006) |  |
| Malta              | 1º gennaio 1992          | - Malta ha riconosciuto l'Estonia il 26 agosto 1991. - L'Estonia è rappresentata a Malta attraverso la sua ambasciata a Roma (Italia). - Malta è rappresentata in Estonia attraverso un'ambasciata non residente situata alla Valletta (presso il Ministero degli Affari Esteri) e attraverso un consolato onorario a Tallinn. - Entrambe le nazioni sono parte dell'Unione europea. - Ministero estone degli Affari Esteri - Relazioni con Malta, su vm.ee. URL consultato il 3 giugno 2012 (archiviato dall'url originale il 18 luglio 2007). |  |
| Moldavia           | 10 novembre 1992         | - La Moldavia ha riconosciuto l'Estonia il 28 agosto 1991 e l'Estonia ha riconosciuto la Moldavia il 20 febbraio 1992. - L'Estonia è rappresentata in Moldavia attraverso la sua ambasciata a Kiev (Ucraina) e attraverso un consolato onorario a Chișinău. - La Moldavia ha un'ambasciata a Tallinn. - Entrambe le nazioni fanno parte del Consiglio d'Europa. - Ministero estone degli Affari Esteri - Relazioni con la Moldavia, su mfa.ee. URL consultato il 3 giugno 2012 (archiviato dall'url originale il 3 agosto 2007). - Ministero moldavo degli Affari Esteri - Relazioni con l'Estonia, su mfa.gov.md. URL consultato il 3 giugno 2012 (archiviato dall'url originale il 23 febbraio 2012). |  |
| Norvegia           | 27 agosto 1991           | - La Norvegia riconobbe l'Estonia il 5 febbraio 1921. Lo Stato norvegese non riconobbe mai l'annessione e l'occupazione militare dei Paesi Baltici da parte dell'Urss, anzi mantenne relazioni con il Governo in esilio dell'Estonia che trovò rifugio e continuità ad Oslo, fino al 1991. - L'Estonia ha un'ambasciata ad Oslo e tre consolati onorari (a Trondheim, Tromsø e Stavanger). - La Norvegia ha un'ambasciata a Tallinn. - Entrambe le nazioni sono parte a pieno titolo del Consiglio del mar Baltico. - Ministero estone degli Affari Esteri - Relazioni con la Norvegia, su mfa.ee. URL consultato il 3 giugno 2012 (archiviato dall'url originale il 3 agosto 2007). |  |
| Paesi Bassi        | 21 settembre 1991        | - I Paesi Bassi riconobbero l'Estonia il 5 marzo 1921. Con il termine dell'occupazione militare sovietica dell'Estonia vennero ripresi contatti diplomatici tra l'Estonia, tornata indipendente, e i Paesi Bassi. Il nuovo riconoscimento ufficiale avvenne il 2 settembre 1991. - L'Estonia ha un'ambasciata a L'Aia e due consolati onorari (a Curaçao e a Rotterdam). - I Paesi Bassi hanno un'ambasciata a Tallinn. - Entrambi i paesi sono membri a pieno titolo della NATO e dell'Unione europea. - Ministero estone degli Affari Esteri - Relazioni con i Paesi Bassi, su mfa.ee. URL consultato il 3 giugno 2012 (archiviato dall'url originale il 3 agosto 2007). - Ministero olandese degli Affari Esteri - Relazioni con l'Estonia (in olandese) , su minbuza.nl. |  |
| Polonia            | settembre 1991           | - La Polonia riconobbe l'indipendenza dell'Estonia il 31 dicembre del 1920 e nuovamente il 26 agosto 1991. - L'Estonia ha un'ambasciata a Varsavia e tre consolati onorari (a Stettino, Poznań e Cracovia). - La Polonia ha un'ambasciata a Tallinn. - Entrambe le nazioni sono parte del Consiglio del mar Baltico, della NATO e dell'Unione europea. - Ministero estone per gli Affari Esteri - Relazioni con la Polonia, su mfa.ee. URL consultato il 3 giugno 2012 (archiviato dall'url originale il 3 agosto 2007). |  |
| Portogallo         | 10 ottobre 1991          | - Il Portogallo riconobbe de facto l'Estonia nel 1918 e de jure il 6 febbraio 1921. Anche il Portogallo non riconobbe mai l'occupazione militare sovietica dell'Estonia dall'Urss. - Il Portogallo riconobbe nuovamente l'Estonia il 27 agosto 1991. - L'Estonia ha un'ambasciata a Lisbona e due consolati onorari (a Porto e Tavira). - Il Portogallo ha un'ambasciata a Tallinn. - Entrambe le nazioni sono parte della NATO e dell'Unione europea. - Ministero estone degli Affari Esteri - Relazioni con il Portogallo, su mfa.ee. URL consultato il 3 giugno 2012 (archiviato dall'url originale il 3 agosto 2007). |  |
| Regno Unito        | 5 settembre 1991         | - L'Estonia ha un'ambasciata a Londra e tre consolati onorari (a Cheltenham, Paisley e in Galles). - Il Regno Unito ha un'ambasciata a Tallinn. - Entrambe le nazioni fanno parte della NATO e dell'Unione europea. - La Regina Elisabetta II è stata in visita ufficiale in Estonia nell'ottobre 2006. - Ministero estone degli Affari Esteri - Relazioni con il Regno Unito di Gran Bretagna, su vm.ee. URL consultato il 3 giugno 2012 (archiviato dall'url originale il 30 aprile 2008). - Ufficio britannico degli esteri e del Commonwealth - Relazioni con l'Estonia, su fco.gov.uk. URL consultato il 3 giugno 2012 (archiviato dall'url originale il 10 aprile 2008). |  |
| Romania            | 13 settembre 1991        | - La Romania riconobbe l'indipendenza dell'Estonia il 26 febbraio 1921. - L'Estonia è rappresentata in Romania attraverso la sua ambasciata a Varsavia (Polonia). L'Estonia ha in programma di aprire un consolato onorario a Bucarest nei prossimi anni. - La Romania è rappresentata in Estonia attraverso la sua ambasciata a Helsinki (Finlandia) e un consolato onorario a Tallinn. - Entrambe le nazioni sono parte a pieno titolo della NATO e dell'Unione europea. - Ministero estone degli Affari Esteri - Relazioni con la Romania, su vm.ee. URL consultato il 3 giugno 2012 (archiviato dall'url originale il 18 luglio 2007). - Ministero rumeno degli Affari Esteri - Relazioni con l'Estonia, su mae.ro. |  |
| Russia             | 24 ottobre 1991          | Vedi anche: Relazioni bilaterali tra Estonia e Russia * Le relazioni russo-estoni furono ristabilite nel gennaio del 1991, quando l'allora presidente della RSS Russa Boris Elsin e Arnold Rüütel della RSS Estone si incontrarono a Tallinn e siglarono un trattato sulle relazioni tra i due paesi, dopo l'anticipata volontà di indipendenza dell'Estonia dall'Urss. - La Russia riconobbe nuovamente l'Estonia indipendente il 24 agosto 1991 dopo il fallito colpo di stato sovietico, e fu una delle prime nazioni a fare ciò. L'Unione Sovietica riconobbe l'indipendenza dell'Estonia il 6 settembre. I legami tra l'Estonia e Boris El'cin si indebolirono rispetto a quanto inizialmente il leader russo avesse dimostrato con la sua solidarietà con i Paesi Baltici nel gennaio 1991. Notizie concernenti: - il lento e difficile ritiro delle truppe occupanti sovietiche dalle Repubbliche Baltiche, conclusosi completamente solo nel 1994, lasciando danni ingenti sul territorio estone, - la mancata ratifica del trattato sul confine estone-russo, - il non rispetto del Trattato di Tartu; - la negazione della cittadinanza automatica ai russi che si stabilirono in Estonia nel periodo di occupazione sovietica (1940/1941-1944/1991) e ai loro discendenti raffreddarono i rapporti e mantennero alti i toni di contenzioso tra le due nazioni. |  |
| Serbia             | 9 febbraio 2001          | - L'Estonia è rappresentata in Serbia da un ambasciatore non residente sito a Tallinn (al Ministero degli Esteri). - La Serbia è rappresentata in Estonia dalla sua ambasciata ad Helsinki (Finlandia). - Ministero estone degli Affari Esteri sulle relazioni con la Serbia, su mfa.ee. URL consultato il 3 giugno 2012 (archiviato dall'url originale il 3 agosto 2007). - Ministero serbo degli Affari Esteri sulle relazioni con l'Estonia, su mfa.gov.rs. URL consultato il 3 giugno 2012 (archiviato dall'url originale il 21 dicembre 2012). |  |
| Slovacchia         | 30 marzo 1993            | - L'Estonia riconobbe la Slovacchia il 15 gennaio 1993. - L'Estonia è rappresentata in Slovacchia attraverso la sua ambasciata a Vienna (Austria). - La Slovacchia è rappresentata in Estonia la sua ambasciata a Riga (Lettonia) e un consolato onorario a Tallinn. - Entrambi i paesi sono membri NATO e della Unione europea. - Ministero estone degli Affari Esteri - Relazioni con la Slovacchia, su vm.ee. URL consultato il 3 giugno 2012 (archiviato dall'url originale il 18 luglio 2007). |  |
| Spagna             | 10 settembre 1991        | - La Spagna riconobbe l'Estonia nel 1921. La Spagna rinnovò il suo riconoscimento dell'Estonia il 27 agosto 1991. - L'Estonia ha un'ambasciata a Madrid e due consolati onorari: a Barcellona e Siviglia. - La Spagna ha un'ambasciata ed un consolato onorario a Tallinn. - Entrambi i paesi sono membri della NATO e dell'Unione europea. - Ministero estone degli Affari Esteri - Relazioni con la Spagna, su mfa.ee. URL consultato il 3 giugno 2012 (archiviato dall'url originale il 3 agosto 2007). - (ES) Ministero spagnolo degli Affari Esteri sulle relazioni con l'Estonia (PDF), su maec.es. URL consultato il 3 giugno 2012 (archiviato dall'url originale l'8 maggio 2009). |  |
| Sri Lanka          | 31 gennaio 1996          | - Lo Sri Lanka riconobbe l'Estonia il 10 ottobre 1991. - Lo Sri Lanka ha un'ambasciata a Stoccolma che accredita l'Estonia. - L'Estonia non ha ambasciate dello Sri Lanka. - Le relazioni economiche tra Sri Lanka ed Estonia sono di modesta entità. |  |
| Stati Uniti        | 4 settembre 1991         | - Le relazioni internazionali tra USA e Estonia sono intense e continue. Le relazioni internazionali sono state costanti nel tempo e profonde fin dagli anni 1920 e già nel periodo di indipendenza estone tra le due guerre. Gli Stati Uniti e l'Estonia sono alleati e partner importanti. - Gli Stati Uniti riconobbero la Repubblica d'Estonia de jure il 28 luglio 1922. La prima sede diplomatica negli Stati Uniti fu aperta nello stesso anno, e continuò la sua attività ininterrottamente anche durante tutto il periodo di occupazione militare sovietica dell'Estonia, nel dopoguerra. Gli Stati Uniti e molti paesi occidentali europei, non riconobbero mai l'annessione forzata dell'Estonia all'Urss. Il governo degli Usa continuò a trattare e a riconoscere legale sul suolo americano la rappresentanza diplomatica della Repubblica d'Estonia. Il riconoscimento della continuità legale della Repubblica d'Estonia è stato un elemento fondamentale per le relazioni tra Estonia e Stati Uniti d'America. - La sede diplomatica più importante dell'Estonia in Usa è a Washington. Vi sono circa 25.000 estoni che si sono rifugiati negli Stati Uniti al tempo della dominazione sovietica. - Gli Usa riaprirono la loro ambasciata a Tallinn il 4 settembre 1991. Le relazioni politiche e economiche tra le due nazioni si sono andate via via facendo sempre più strette, proficue e si sono sviluppate da allora molto rapidamente e sempre più intensamente. - L'Estonia è parte della Nato, e ha un contingente di pace in Afghanistan, come altri paesi europei. - L'Estonia ha un'ambasciata a Washington, D.C., un consolato generale a New York e un consolato onorario a Los Angeles, CA; Chicago, IL; Seattle, WA; Houston, TX; Portsmouth, NH; Lincoln, NE; Charleston, SC e Scottsdale, AZ. - Ministero estone degli Affari Esteri - Relazioni con gli Stati Uniti d'America, su vm.ee (archiviato dall'url originale il 10 settembre 2012).                                       |  |
| Svezia             | 27 agosto 1991           | - L'Estonia ha fatto parte della Svezia dal 1561 al 1721. - La Svezia ha riconosciuto nuovamente l'Estonia il 27 agosto 1991. - L'Estonia ha un'ambasciata a Stoccolma e cinque consolati onorari (a Eskilstuna, Göteborg, Karlskrona, Malmö e Visby). - La Svezia ha un'ambasciata a Tallinn e due consolati onorari (a Narva e a Tartu). |  |
| Ucraina            | 4 gennaio 1992           | - L'Ucraina riconobbe l'Estonia il 26 agosto 1991 - L'Estonia ha un'ambasciata a Kiev. - L'Ucràina ha un'ambasciata a Tallinn. - Ministero estone degli Affari Esteri - Relazioni con l'Ucraina, su vm.ee. URL consultato il 3 giugno 2012 (archiviato dall'url originale il 18 luglio 2007). |  |
| Ungheria           | 2 settembre 1991         | - L'Ungheria riconobbe l'Estonia il 24 febbraio 1921. - L'Estonia ha un'ambasciata e un consolato onorario a Budapest. - L'Ungheria ha un'ambasciata a Tallinn e due consolati onorari (a Tallinn e a Tartu). - Entrambe le nazioni sono parte della NATO a pieno titolo e dell'Unione europea. - Ministero estone degli Affari Esteri - Relazioni con l'Ungheria, su mfa.ee. URL consultato il 3 giugno 2012 (archiviato dall'url originale il 3 agosto 2007). |  |
| Città del Vaticano | 3 ottobre 1991           | - L'Estonia è rappresentata in Vaticano da un ambasciatore non residente con sede a Tallinn (all'interno del Ministero degli Esteri). - La Santa Sede è rappresentata in Estonia attraverso la sua ambasciata a Vilnius (Lituania), dove maggiore è la concentrazione cattolica. - Nel settembre 1993, Papa Giovanni Paolo II visitò l'Estonia. - Ministero estone degli Affari Esteri - Relazioni Bilaterali con il Vaticano, su vm.ee. URL consultato il 3 giugno 2012 (archiviato dall'url originale il 27 settembre 2007). |  |